# Asito
Asito is een Nederlands familiebedrijf in de schoonmaakbranche.

## Geschiedenis
Asito werd in 1952 opgericht door voormalig landmachtofficier Joop van Riemsdijk. Hij startte zijn bedrijf aan de Dr Schaepmanstraat 1 in Hengelo(O)  en verleende voornamelijk lokale schoonmaakdiensten. Een grote opdrachtgever werd Hollandse Signaalapparaten in Hengelo. Al snel breidde hij de diensten uit naar Enschede waar hij verschillende opdrachtgevers schoonmaakwerkzaamheden liet uitvoeren. 
In februari 1965 richtte hij samen met arbeidsanalist Th.Liedenbaum de NV ASITO op met als inschrijfplaats Almelo echter het bedrijf bleef haar diensten vanuit Hengelo leveren. 
De naam ASITO stond voor Alle Stof In Twente Opruimen, wat het regionale karakter van het bedrijf moest benadrukken.  Ook had het een voordeel om een bedrijfsnaam te hebben die begon met een A: zo stond het bedrijf vrijwel bovenaan in het telefoonboek.
Directeur en oprichter van Riemsdijk besloot in 1968 als aandeelhouder in te stappen in het nieuw te openen kampeercentrum De Prins te Holten hetgeen ook schoonmaakwerkzaamheden zou gaan opleveren voor zijn schoonmaakbedrijf.
In hetzelfde jaar werd in Enschede de tweede vestiging geopend aan de Burgemeester M van Veenlaan 181. 
Het bedrijf groeide verder door uitbreiding van werkzaamheden en onder door het doen van overnames. Zo werd in de jaren 70  het uitzendbureau Timing toegevoegd aan de organisatie die in 1974 zestien vestigingen telde en circa 2000 werknemers. Het hoofdkantoor was inmiddels gevestigd aan de Celebesstraat 2A  in Almelo.
In 1986 lukte het om een miljoenencontract af te sluiten met het Rijks Inkoop Bureau voor de schoonmaak van een groot aantal kleinere overheidsgebouwen in het land.   Ook besloot de organisatie om zich internationaal te gaan oriënteren en opende daartoe een vestiging in Blomberg in het toenmalige West-Duitsland en in de Nederlandse grensplaats Vaals om de Belgische markt te betreden.
Oprichter van Riemsdijk overleed in 2003. Het bedrijf is binnen de familie gebleven. Dochter Monique van Riemsdijk kocht haar twee broers uit en geeft leiding aan het bedrijf.

## Organisatie
Het hoofdkantoor van Asito is anno 2024 gevestigd aan het Van Riemsdijkplein in Almelo. Het bedrijf heeft vestigingen door heel Nederland en biedt werk aan ongeveer 10.000 medewerkers. Het personeelsbestand is divers, met werknemers van verschillende achtergronden en nationaliteiten.
Asito maakt deel uit van ADG, een bedrijf met 8 werkmaatschappijen op het gebied van dienstverlening.

## Diensten
Asito biedt een breed scala aan schoonmaakdiensten, waaronder:
- Dagelijkse schoonmaak
- Glasbewassing
- Vloeronderhoud en gevelreiniging
- Industriële schoonmaak
- Zorggerelateerde schoonmaak

Daarnaast biedt het bedrijf advies op het gebied van duurzaamheid en efficiënte schoonmaakoplossingen.

## Sponsoring
Asito is de hoofdsponsor van Heracles Almelo, de profvoetbalclub uit dezelfde stad als het bedrijf. Het stadion van Heracles Almelo kreeg in 2019 de naam Erve Asito, maar dat wijzigde in 2024 in Asito Stadion.